# Дилавер-паша
Дилаве́р-паша́ (тур. Dilaver Paşa; ум. 19 мая 1622, Стамбул) — османский государственный и военный деятель, великий визирь в правление султана Османа II.

## Биография
Дилавер-паша, по происхождению был хорватом, получил образование в Эндеруне и стал служить в дворце Топкапы. Он начинал карьеру в качестве начальника дворцовых слуг, а затем был назначен тайным советником. Он был отправлен в Египет, где служил в качестве сборщика налогов. После возвращения из Египта был назначен чашнигир-баши (дегустатором блюд султана перед подачей на стол). 
Дилавер-паша занимал должности бейлербея Кипра, Багдада, бейлербеея Диярбекира и в 1618 году был назначен бейлербеем Румелии. Он был участником войны с Сефевидским Ираном, участвовал в неудачной осаде Еревана (1616), взятии Тебриза и в проигранной османами битве под Эрбилем (1618).
Дилавер-паша сопровождал султана Османа II в походе на Польшу и участвовал в Хотинской битве. 17 сентября 1621 года был назначен великим визирем и командовал правым крылом в битве, в которой турки потерпели поражение. После проигранной битвы Дилавер-паша предложил султану Осману II заключить мир с Польшей, поскольку Польша заключила мир с Русским царством. 
После возвращения в Стамбул, султан настаивал на своём паломничестве в Мекку, против которого выступал великий визирь. В мае 1622 года в Стамбуле произошёл бунт янычар и сипахов, которые хотели возвести на трон Мустафу I. Мятежные солдаты требовали выдачи для расправы нескольких лиц и султан Осман II был вынужден отдать мятежникам Дилавер-пашу, который был растерзан восставшими солдатами. Тело великого визиря было похоронено на кладбище Мискинлер в Ускюдаре.